# Шарки, Рэй
Рэ́ймонд «Рэй» Ша́рки-младший (англ. Raymond «Ray» Sharkey, Jr.; 14 ноября 1952 — 11 июня 1993) — американский актёр кино и телевидения, лауреат премии «Золотой глобус», известный по сериалу «Умник», где он играл Сонни Стилгрейва, а также по главной роли в фильме «Создатель кумиров» (1980).

## Биография
Рэй Шарки родился 14 ноября 1952 года в Бруклине, Нью-Йорк, США. Его отец, профессиональный барабанщик Рэй Шарки-старший, бросил семью, когда мальчику было всего пять лет. Рэй был воспитан матерью при помощи её родителей. Увидев бродвейскую постановку «Волосы» в 17 лет, Шарки решил стать актёром и начал изучать актёрское мастерство. А в 1974 году он уже дебютировал в кино — в фильме «Лорды из Флэтбуша».

### Личная жизнь
В 1981 году Шарки имел короткий роман с итальянской актрисой Орнеллой Мути — его партнёршей по фильму «Любовь и деньги». В том же году он женился на актрисе Ребекке Вуд. В 1986 году пара распалась, как сообщается, из-за злоупотребления наркотиками Шарки. В 1988 году Рэй женился на актрисе Кэрол Грэм, и у них родилась дочь — Сесилия Бонни Шарки. В 1992 году они расстались, а за год до этого, в 1991 году, Шарки семь месяцев встречался с моделью и актрисой Еленой Моникой.

### Последние годы и смерть
Рэй Шарки боролся с пристрастием к кокаину и героину на протяжении всей своей карьеры. Известно, что ещё в 1987 году актёр провел пару месяцев в реабилитационном центре в Калифорнии с диагнозом ВИЧ — уже тогда он имел проблемы с наркотиками. 30 июля 1992 года, находясь в Ванкувере (Британская Колумбия, Канада), Шарки был арестован за хранение наркотиков. Канадские таможенники, делая плановую проверку входящих грузов в аэропорту, обнаружили небольшое количество кокаина и героина в чёрном конверте, который был послан из Лос-Анджелеса для Шарки. Полиция провела обыск в его гостиничном номере и нашла дополнительный запас лекарств — Шарки был заключен в тюрьму, но позже выпущен под залог.
В 1992 году его бывшая подруга Елена Моника подала на актёра иск на $52 000 000 — её претензия к актёру звучала как «сознательное заражение СПИДом». Несмотря на то, что дело Моника выиграла, денег она так и не получила — их у Шарки попросту не было.
Шарки умер от СПИДа в Лютеранском медицинском центре (англ. Lutheran Medical Center) в Бруклине 11 июня 1993 года. Актёр похоронен на кладбище Saint Charles Cemetery в Фармингдейле, Лонг-Айленд.

## Фильмография
| Год       |    | Русское название                       | Оригинальное название                           | Роль                           |
| --------- | -- | -------------------------------------- | ----------------------------------------------- | ------------------------------ |
| 1974      | ф  | Лорды из Флэтбуша                      | The Lords of Flatbush                           | студент                        |
| 1976      | с  | Джефферсоны                            | The Jeffersons                                  | Роберт Фелпс                   |
| 1977      | ф  | Каскадёры                              | Stunts                                          | Пол Салерно                    |
| 1977      | с  | Улицы Сан Франциско                    | The Streets of San Francisco                    | Бенни Лестер                   |
| 1978      | ф  | Кто остановит дождь                    | Who'll Stop the Rain                            | Смитти                         |
| 1980      | ф  | Стук сердца                            | Heart Beat                                      | Ира                            |
| 1980      | ф  | Уилли и Фил                            | Willie & Phil                                   | Фил Д'Амико                    |
| 1980      | ф  | Создатель кумиров                      | The Idolmaker                                   | Винсент Вакарри                |
| 1981      | тф | Испытание Билла Карни                  | The Ordeal of Bill Carney                       | Билл Карни                     |
| 1982      | ф  | Любовь и деньги                        | Love and Money                                  | Байрон Левин                   |
| 1984      | ф  | Рок тела                               | Body Rock                                       | Терренс                        |
| 1985      | с  | Полиция Майами                         | Miami Vice                                      | Бобби Профайл                  |
| 1985      | с  | Уравнитель                             | The Equalizer                                   | Джеффри Драйден                |
| 1986      | ф  | Толковые ребята                        | Wise Guys                                       | Марко                          |
| 1986      | ф  | Никакой пощады                         | No Mercy                                        | Англе Райан                    |
| 1986—1987 | с  | Криминальные истории                   | Crime Story                                     | Гарри Брейтел                  |
| 1987—1989 | с  | Умник                                  | Wiseguy                                         | Сонни Стилгрейв                |
| 1989      | тф | Неоновая империя                       | The Neon Empire                                 | Джуниор Молов                  |
| 1989      | ф  | Сцены классовой борьбы в Беверли-Хиллз | Scenes from the Class Struggle in Beverly Hills | Фрэнк                          |
| 1989      | тф | Месть Аль Капоне                       | The Revenge of Al Capone                        | Лицо со шрамом                 |
| 1989      | с  | Автостопщик                            | The Hitchhiker                                  | Эрик Коулман                   |
| 1989      | ф  | В напряжении                           | Wired                                           | Анхель Веласкес                |
| 1990      | ф  | Убийство в дождь                       | The Rain Killer                                 | Капра                          |
| 1990      | ф  | Частное дело                           | Act of Piracy                                   | Джек Уилкокс                   |
| 1992      | в  | Безжалостный 2: Абсолютно              | Dead On: Relentless II                          | Кайл Валсоне                   |
| 1992      | ф  | Зеброголовый                           | Zebrahead                                       | Ричард                         |
| 1992      | тф | Солдаты в кожаных куртках              | Chrome Soldiers                                 | Гейб Риччи                     |
| 1992      | с  | Джейк и толстяк                        | Jake and the Fatman                             | Майкл «Микки» Дэйтона Да Силва |
| 1992      | тф | Уличные войны                          | In the Line of Duty: Street War                 | Виктор Томасино                |
| 1993      | ф  | Полицейский с половиной                | Cop and ½                                       | Винни Фонтейн                  |

## Награды и номинации
| Год  | Премия                                | Категория                                       | Работа                | Результат |
| ---- | ------------------------------------- | ----------------------------------------------- | --------------------- | --------- |
| 1981 | Золотой глобус                        | Лучшая мужская роль — комедия или мюзикл        | Создатель кумиров     | Победа    |
| 1982 | Золотой глобус                        | Лучшая мужская роль — мини-сериал или телефильм | Испытание Билла Карни | Номинация |
| 1988 | Viewers for Quality Television Awards | Founder’s Award                                 | Умник                 | Победа    |